# Rosyjski Komitet Ewakuacyjny
Rosyjski Komitet Ewakuacyjny (ros. Русский эвакуационный комитет) – rosyjski emigracyjny organ polityczny w Polsce na pocz. lat dwudziestych XX wieku.
Komitet został utworzony pod koniec czerwca 1920 roku w Warszawie z inicjatywy Borysa W. Sawinkowa, po kilku spotkaniach z Naczelnikiem Państwa Józefem Piłsudskim. W skład Komisji Wykonawczej weszli m.in. prof. Dmitrij W. Fiłosofow jako zastępca przewodniczącego i sekretarz generalny, baron Aleksandr A. Dikhof-Derental i jego żona Ł. J. Dikhof-Derental, gen. N. G. Bułanow, Zinaida Gippius, K. Ł. Herszelman,S. P. Głazenap, Dmitrij M. Odyniec, W. W. Ulanicki, Wiktor W. Portugałow. Reprezentantem strony polskiej był płk Bogusław Miedziński, jeden z najbliższych współpracowników J. Piłsudskiego. 
Zadaniem Komitetu było organizowanie wyjazdu wojskowych rosyjskich, którzy znaleźli się na terytorium państwa polskiego, na Krym, gdzie działała Armia Rosyjska pod dowództwem gen. Piotra N. Wrangla. We wrześniu przemianowano go na Rosyjski Komitet Polityczny. Wiązało się to ze zmianą polityki władz polskich w stosunku do Białych Rosjan. Komitet miał obecnie pełnić rolę alternatywnego rosyjskiego przedstawicielstwa narodowego. Zadaniem Komitetu była kontrola nad polityczną i wojskową działalnością emigracji rosyjskiej w Polsce. W jej ramach miano czuwać nad ześrodkowaniem oddziałów rosyjskich gen. Nikołaja E. Bredowa, które przeszły granicę z Polską i zabezpieczyć je materialnie. Na ich bazie zamierzano sformować ochotnicze oddziały wojskowe do walki z bolszewikami, które przyjęły formę 3 Armii Rosyjskiej w Polsce. Z tego względu pod względem wojskowym przyjęto zwierzchnictwo gen. P. N. Wrangla. 
Komitet – w ramach tworzenia szerokiego frontu sił antybolszewickich – nawiązał ponadto współpracę z Rosyjską Ludową Armią Ochotniczą gen. Stanisława Bułak-Bałachowicza. Starano się też rozwijać kontakty z władzami Ukraińskiej Republiki Ludowej, a także przedstawicielami państw Ententy. Aktywna współpraca z polskimi władzami odbywała się za pośrednictwem nowo powstałego Stowarzyszenia Rosyjsko-Polskiego, w skład którego – poza rosyjskimi członkami Komitetu – weszli też przedstawiciele polskich środowisk intelektualno-politycznych. Organem prasowym Komitetu było pismo „Za Swobodu!” W grudniu Komitet powrócił do początkowej nazwy. Oznaczało to zmianę statusu internowanych Białych Rosjan, służących wcześniej w oddziałach zbrojnych, z wojskowego na cywilnych uchodźców. 
Po zawarciu przez Polskę i Rosję Sowiecką traktatu pokojowego w Rydze w marcu 1921 roku, zmienił zadania na okazywanie pomocy wojskowym rosyjskim internowanym w Polsce. Jednocześnie od połowy czerwca tego roku tajnie organizował pod szyldem Ludowego Związku Obrony Ojczyzny i Wolności B. W. Sawinkowa antybolszewickie grupy konspiracyjne i „zielone” oddziały zbrojne do walki na terytorium sowieckim. W tej sytuacji Komitet we wrześniu został rozwiązany przez władze polskie. W październiku B. W. Sawinkow wyjechał do Paryża. Do listopada funkcjonowała jeszcze komisja likwidacyjna Komitetu.